# Scilla melaina
Scilla melaina är en sparrisväxtart som beskrevs av Franz Speta. Scilla melaina ingår i släktet blåstjärnesläktet, och familjen sparrisväxter. Inga underarter finns listade i Catalogue of Life.